# Adolf Engler

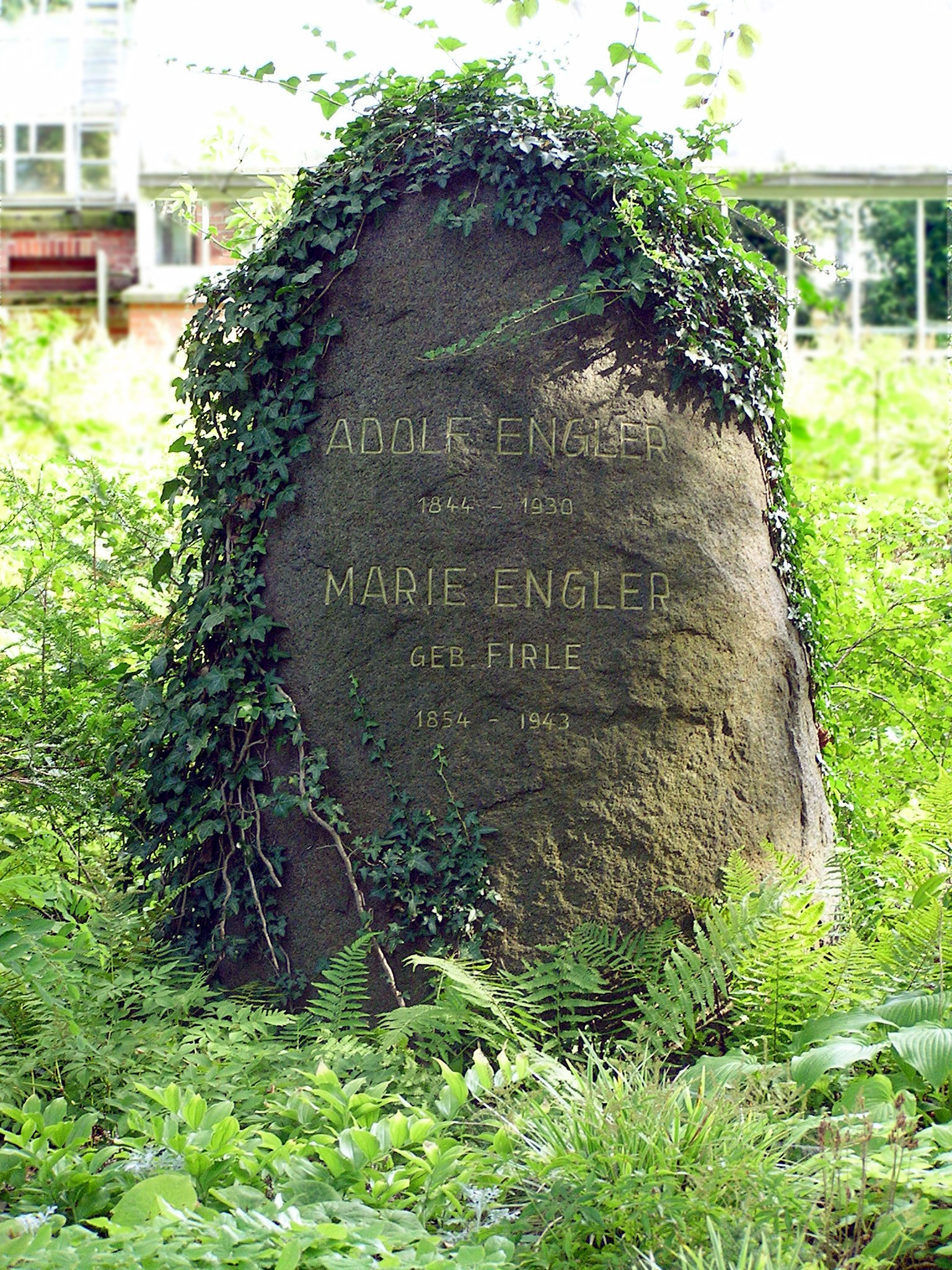
Lápida en el Jardín Botánico de Berlín

Heinrich Gustav Adolf Engler (Sagan, Prusia, desde 1945 Polonia; 25 de marzo de 1844 - Berlín, Alemania; 10 de octubre de 1930) fue un botánico alemán, y uno de los más destacados expertos en plantas de su tiempo, responsable del Sistema de Engler de clasificación de las plantas.

## Biografía
Se especializa en la biogeografía botánica y su obra tuvo una influencia considerable sobre la taxonomía vegetal.
Obtiene su doctorado en la Universidad de Breslavia (hoy Breslavia en Polonia) en 1866. Enseña en primer lugar a Kiel en 1878 luego a Breslau en 1884. Es profesor de Botánica en la Universidad de Berlín y director del Jardín Botánico de Berlín de 1889 a 1921.
Participa en numerosas expediciones científicas. Se funda en 1881 el estudio científico Botanische Jahrbücher que dirige hasta su muerte. Escribe numerosos artículos sobre geografía y la taxonomía vegetal, colabora con Karl Anton Eugen Prantl (1849-1893) sobre los primeros volúmenes de Die natürlichen Pflanzenfamilien (32 volúmenes, 1887-1909) y publica los primeros volúmenes de Das Pflanzenreich.

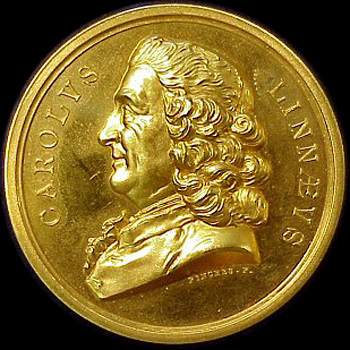
Medalla Linneo de la Sociedad linneana de Londres.

Es el autor de numerosos trabajos sobre geografía de los vegetales, en particular, de África. Pone de relieve la importancia de la Geografía sobre la distribución de las plantas. Es uno de los primeros en combinar filogenia y lo biogeográfico.
Es autor de importantes trabajos sobre la familia Araceae y el género Saxifraga. Recibe la Medalla linneana en 1913. El sistema de clasificación desarrollado por Engler y Prantl se utilizó hasta los años 1970.

## Obra
De entre sus publicaciones, merecen ser citadas:
- Versuch einer Entwicklungsgeschichte der Pfanzenwelt insbesondere der Florengebiete, seit der Tertiärperiode  (2 vols. 1879-1822)
- Syllabus der Vorlesungen übek spezielle und medizinisch-pharmazeutische Botanik (1892)
- Die Vegetation der Erde  de (15 vols. 1896). Siendo el responsable así como el coautor junto a O. Drude (1852-1933)
- Pflanzenwelt Ost-Afrikas und der Nachbargebiete (1895)
- Syllabus der Pflanzenfamilien (1924)

### Obra fitogeográfica
Un pionero en ese campo científico, iluminando la importancia de factores como geológicos, biodiversidad, y definidas regiones biogeográficas en 1879.
- Vegetation der Erde (Vegetación de la Tierra), 1896, con Carl Georg Oscar Drude
- Die Pflanzenwelt Ost-Afrikas und der Nachbargebiete (La Vegetación de África del Este y Regiones Adjuntas), 1895 (en Botanicus.org)

## Honores

### Epónimos
Se le ha dedicado una publicación llamada Englera (ISSN 0170-4818), publicado por el Jardín Botánico de Berlín.
Numerosos géneros conmemoran su memoria, entre ellos
- Englerastrum Briq.
- Englerella Pierre
- Engleria O.Hoffm.
- Englerina Tiegh.
- Englerocharis Muschl.
- Englerodaphne Gilg
- Englerodendron Harms
- Englerophytum Krause